# Мелехово (Владимирська область)
Мелехово (рос. Мелехово) — смт у Ковровському районі Владимирської області Російської Федерації.
Входить до складу муніципального утворення селище Мелехово. Населення становить 6834 особи (2018).

## Історія
Населений пункт розташований на землях фіно-угорського народу мещери.
Від 10 квітня 1929 року належить до Ковровського району, утвореного спочатку у складі Івановської промислової області, а відтак від 14 серпня 1944 року у складі новоутвореної Владимирської області.
Згідно із законом від 11 травня 2005 року входить до складу муніципального утворення селище Мелехово.

## Населення
| 1859  | 1905  | 1926  | 1959  | 1970  | 1979  | 1989  |
| ----- | ----- | ----- | ----- | ----- | ----- | ----- |
| 141   | ↗247  | ↗256  | ↗4376 | ↗5779 | ↗6204 | ↘6180 |
| 2002  | 2009  | 2010  | 2011  | 2012  | 2013  | 2014  |
| ↗7084 | ↘6612 | ↗7039 | ↘7025 | ↘7006 | ↗7015 | ↗7026 |
| 2015  | 2016  | 2017  | 2018  |       |       |       |
| ↘7020 | ↘7000 | ↘6923 | ↘6834 |       |       |       |